# Henricus Pidyarto Gunawan
Henricus Pidyarto Gunawan O. Carm. (ur. 13 lipca 1955 w Malang) – indonezyjski duchowny katolicki, biskup diecezjalny Malang od 2016.

## Życiorys
Święcenia kapłańskie otrzymał 7 lutego 1982 w zakonie karmelitów. Po święceniach i studiach w Rzymie związał się z instytutem filozoficzno-teologicznym Widya Sasana w Malang. W latach 2000–2004 oraz 2012–2016 był rektorem tej placówki. Był także przewodniczącym indonezyjskiego stowarzyszenia biblistów.
28 czerwca 2016 papież Franciszek mianował go biskupem diecezjalnym Malang. Sakry udzielił mu 3 września 2016 metropolita Dżakarty – arcybiskup Ignatius Suharyo Hardjoatmodjo.